# عای

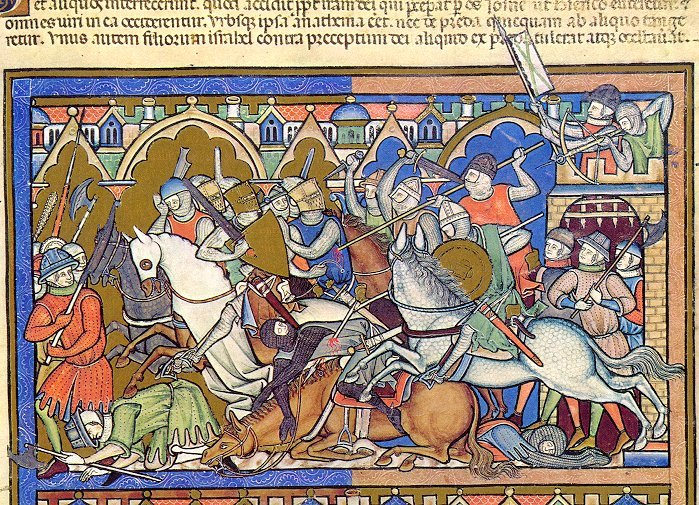
نگاره‌ای قرون وسطایی از نبرد بنی‌اسرائیل بر سر روستای عای

عای (به عبری: הע) روستایی سلطنتی در کنعان بود. براساس کتاب یوشع و کتب دیگر عهد عتیق، این روستا در شرق روستای بیت ئیل و در شمال محدوده قبیلهٔ بنیامین بود. این روستا تختگاه شاه بود. عای پس از یک حمله ناموفق، به دست بنی‌اسرائیل و به فرماندهی یوشع تسخیر و نابود شد.

## در کتاب مقدس
لشکر اسرائیل پس از این که افراد دشمن را در خارج شهر کشتند، به عای وارد شدند تا بقیه اهالی شهر را نیز از دم شمشیر بگذرانند. در آن روز، تمام جمعیت شهر که تعدادشان بالغ بر دوازده هزار نفر بود، هلاک شدند، زیرا یوشع نیزه خود را بسوی عای دراز نموده بود، به همان حالت نگاه داشت تا موقعی که همه مردم آن شهر کشته شدند. فقط اموال و چهارپایان شهر باقی ماندند که قوم اسرائیل آنها را برای خود به غنیمت گرفتند. یوشع شهر عای را سوزانیده، به صورت خرابه‌ای درآورد که تا به امروز به همان حال باقیست” (کتاب مقدس، یوشع، ۸، آیات ۲۸–۲۴)